# یائل
یائل (به آلمانی: Jaël) متولد ۱۹ اوت ۱۹۷۹ شهر اُپلیگن سوئیس با نام اصلی راهل کربز (به آلمانی: Rahel Krebs) خواننده/آهنگساز سوئیسی عضو و خوانندهٔ اصلی گروه سوئیسی لونیک است. منشأ نام مستعارش از عدم توانایی وی در تلفظ نامش (راهل) در کودکی، و تلفظ آن به صورت ساده‌تر یائل است؛ بنابراین برخلاف باور عمومی، نام وی ارتباطی با نام رایج عبری یائل (به عبری: יעל) ندارد.
یائل در اجرای تک‌آهنگ «همیشه در یاد من» (به انگلیسی: Always on My Mind) سال ۲۰۰۴ دی‌جی تاتانا (به انگلیسی: DJ Tatana) حضور داشته‌است. این آهنگ در ابتدای عرضه در جدول سوئیس موفقیت متوسطی داشت. او همچنین در آهنگ غمناک «خسته» (به انگلیسی: Tired) از آلبوم ۲۰۰۸ «اشتیاق» (به آلمانی: Sehnsucht) (تلفظ: زینزوخت) شیلر خوانده است.